# Pokarm (film 2005)
Pokarm (ang. Feed) – australijski dreszczowiec kryminalny z 2005 roku w reżyserii Bretta Leonarda.

## Fabuła
Phillip, cybernetyczny agent Interpolu z Sydney, odnajduje w sieci stronę internetową człowieka, który karmi kobiety i tuczy je na śmierć do olbrzymiej wagi na potrzeby zakładów online. Phillip śledzi przestępcę, ryzykując przy tym własne życie i zdrowie psychiczne.

## Obsada
Źródło: All Movie Guide
- Alex O’Loughlin jako Michael Carter
- Patrick Thompson jako Phillip Jackson
- Gabby Millgate jako Deidre
- Jack Thompson jako Richard
- Rose Ashton jako Abbey
- David Field jako ksiądz Turner

i inni